# Pocket PC

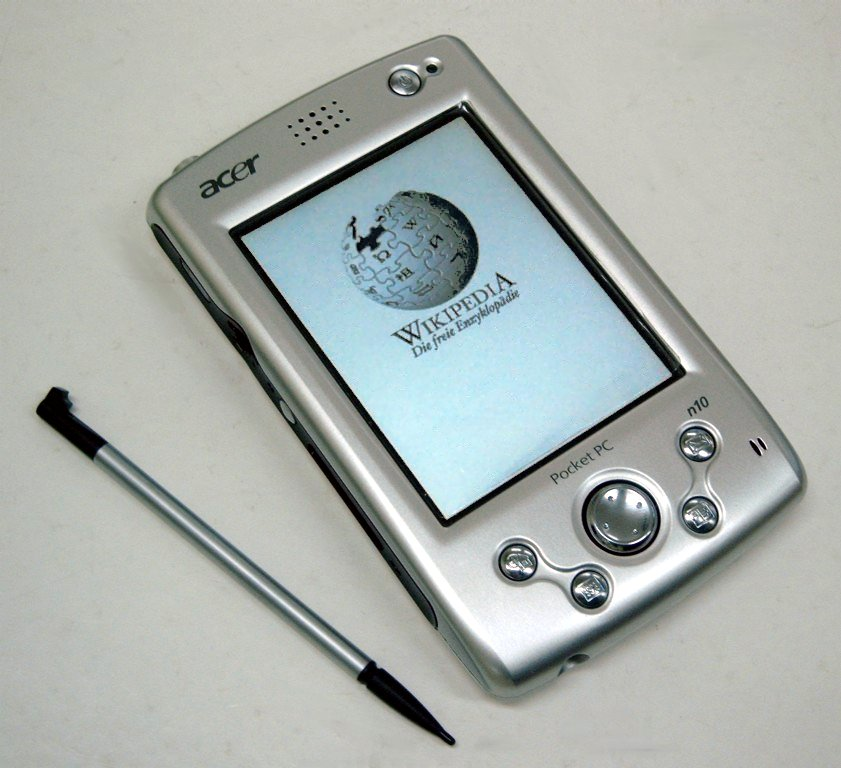
PDA Acer N10 com Pocket PC.

Pocket PC, de acordo com a Microsoft, é um dispositivo de mão que possibilita aos seus usuários armazenar e receber e-mails, contatos, compromissos, tarefas, reproduzir arquivos multimídia, jogos, trocar mensagens de texto (IM), navegar na internet e muito mais.
O Pocket PC roda uma variante do sistema operativo Windows CE. Tem muitas das capacidades dos PCs portáteis contemporâneos, e estão actualmente disponíveis milhares de aplicações para Pocket PC, muitas das quais gratuitas. Alguns destes dispositivos, equipados com o Microsoft Windows Mobile Phone Edition, também podem funcionar como telefone celular. Os Pocket PCs podem ainda ser usados com muitos outros dispositivos, como receptores de GPS ou leitores de código de barras.
Em Outubro de 2005 a Microsoft lançou uma nova versão do sistema operativo que equipa os Pocket PCs, o Windows Mobile 5.0.
A principal novidade é a memória persistente (flash), que é um novo tipo de memoria RAM, que mesmo que a bateria fique totalmente descarregada os dados contidos na RAM não são perdidos.
A categoria da Microsoft é dividida em Pocket PC e Pocket PC Phone Edition, que nada mais é que um Pocket PC com um telefone celular (no Brasil, ou telemóvel em Portugal) integrado.
Outro ponto a destacar é que o Pocket PC Phone Edition, mesmo tendo acesso à rede celular (GSM/GPRS/EDGE ou CDMA/1XRTT/EVDO), ainda poderá ter acesso a uma rede Wi-fi, caso tenha um chip Wi-fi interno.
Mais recentemente já existem dispositivos com tecnologia 3G também conhecido por UMTS e até 3,5G também conhecido por HSDPA.
Para ser considerado um Pocket PC é necessário:
- Executar uma versão do Microsoft Windows Mobile PocketPC edition
- Vir com um conjunto predefinido de aplicações pré-instaladas na ROM
- Incluir um ecrã táctil (touchscreen em inglês)
- Incluir teclas direccionais ou um touchpad
- Incluir um conjunto de teclas de atalho
- Podem ser ARM, XScale, MIPS ou SH3.
- Versões posteriores ao Pocket PC 2002, só utilizarão processadores ARM.

## Sincronizar dados e Instalar Software

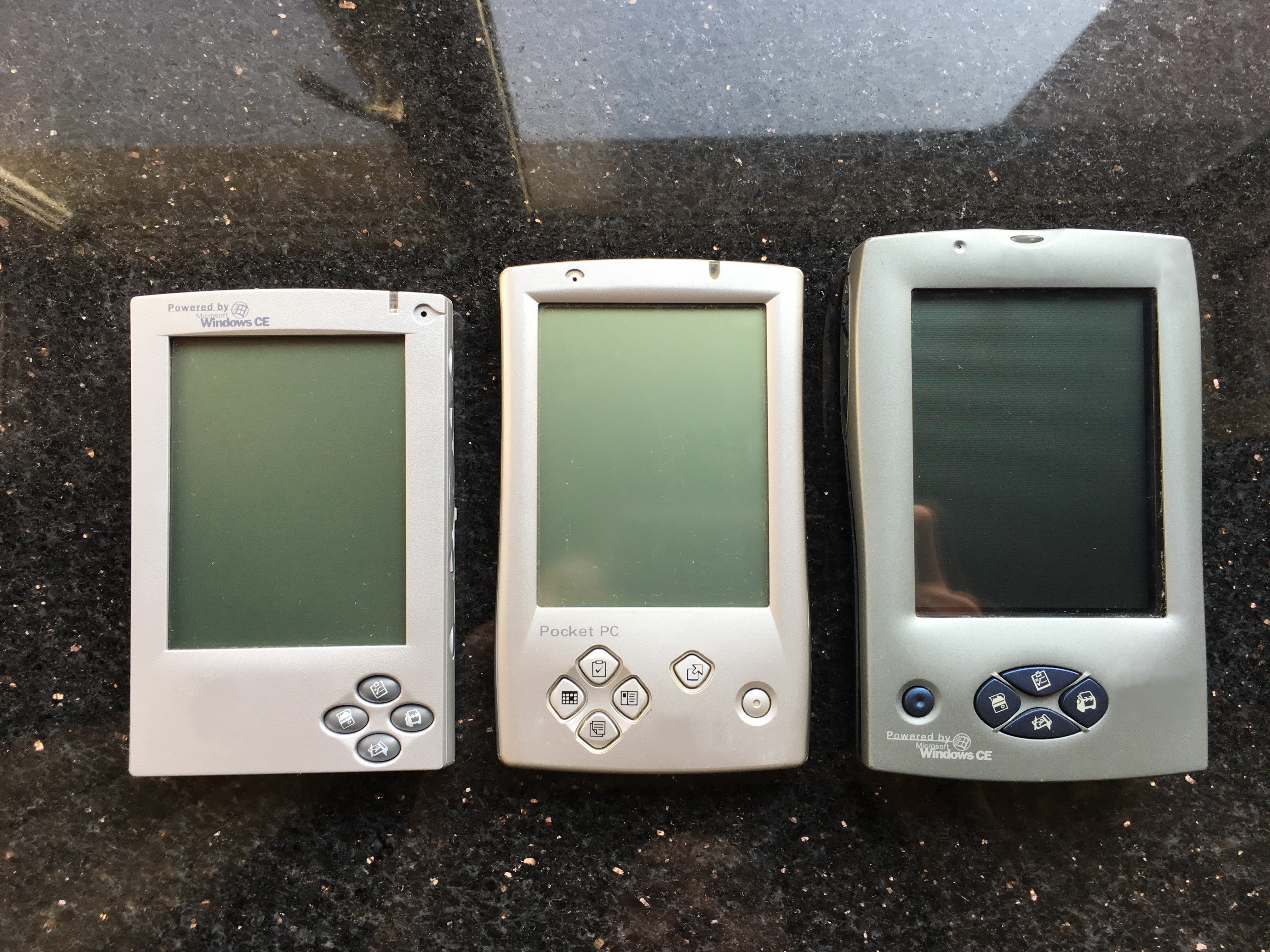
Modelos do final da década de 1990 com Pocket PC.

Nos Sistemas Operacionais Windows 98, 2000 ou XP, será necessário instalar o aplicativo da Microsoft ActiveSync. Só assim se poderá acessar os conteúdos do Pocket PC, neste sistema operacional. No Windows Vista ou no Windows 7 será necessário instalar o Windows Mobile Device Center
No Sistema Operacional Linux, uma conexão e sincronia de dados com um dispositivo rodando windows mobile poderá ser feita utilizando-se synce.

## Hardware

### Processadores
Podem ser ARM, XScale, MIPS ou SH3. Para versões posteriores ao Pocket PC 2002, passam a ser obrigatoriamente só utilizados, os processadores ARM.

### Memória

#### Memória RAM
Geralmente os Pocket PC, trazem 64 Mb de memória RAM, havendo no entanto alguns modelos com 128 MB de memória RAM.

#### Memória ROM
A memória ROM em dispositivos com Windows Mobile 2003 é de 64 MB, e nos dispositivos com Windows Mobile 5.0, é de 128 MB.

### Ranhuras para cartões
Os cartões mais utilizados são:
- SD (Secure Digital)
- Mini SD (Mini Secure Digital)
- Micro SD (Micro Secure Digital)
- Compact Flash

### Ecrãs
Geralmente os ecrãs são de 2,8" e apresentam uma resolução de 320x240, mas também existem os chamados "ecrãs quadrados", com resolução 240x240, estes geralmente são os que têm teclado QWERTY na parte frontal.

### Conectividade
Geralmente todos os Pocket PCs actuais trazem Bluetooth integrado, e mais recentemente também a maioria dos modelo traz Wi-fi também. Mas a grande novidade é mesmo a integração de receptores GPS, tanto em Pocket PC como em Pocket PC Phone Edition.

### Teclados
Algum modelos apresentam actualmente teclados do tipo QWERTY, tanto sejam na parte frontal, como sejam deslizantes.

### Câmaras fotográficas
Actualmente quase todos os Pocket PC's trazem câmara fotográfica integrada, podendo ser geralmente de 1,3 Megapixeis ou ainda 2,0 MP. Algumas inclusive permitem gravar vídeo.

### Windows Mobile
- Microsoft Windows Mobile
- Windows Mobile Developer Center

### Download de software gratuito
- PocketPCfreewares.com
- FreewarePocketPC.net

### Fabricantes
- Eten
- Mio
- HP
- HTC